# Họa bì
Họa bì (tiếng Hoa: 画皮; bính âm: Huà Pí, tiếng Anh: Painted Skin) là một bộ phim điện ảnh thuộc thể loại chính kịch/hành động/võ thuật của Hồng Kông - Trung Quốc năm 2008 do Trần Gia Thượng làm đạo diễn kiêm sản xuất và viết kịch bản, dựa trên một câu chuyện trong cuốn tiểu thuyết cổ điển Liêu trai chí dị của Bồ Tùng Linh. Tác phẩm có sự góp mặt của các diễn viên gồm Trần Khôn, Châu Tấn, Triệu Vy, Tôn Lệ, Chân Tử Đan và Thích Ngọc Vũ.
Phim chính thức ra rạp vào ngày 26 tháng 9 năm 2008 tại Trung Quốc.

## Nội dung
Dưới cái "vỏ" của phim kinh dị, nội dung của Họa bì lại xoay quanh một câu chuyện về tình yêu.
Thời Tần Hán, tướng Vương Sinh (Trần Khôn) thống lĩnh đội quân chiến đấu với thổ phỉ sa mạc Tây Vực. Trong một cuộc truy sát, anh đã cứu sống một mỹ nhân tên là Tiểu Duy (Châu Tấn) và đưa cô về nhà mình cưu mang. Tiểu Duy thực chất là một con hồ ly tinh phải ăn tim của con người để sống; công việc lấy tim người do tắc kè tinh (Thích Ngọc Vũ) đảm nhiệm vì hắn ta vốn yêu Tiểu Duy.
Tiểu Duy đem lòng yêu Vương Sinh và cảm thấy ghen tỵ khi nhìn thấy Vương Sinh rất mực yêu vợ là Bội Dung (Triệu Vy). Vương Sinh bị Tiểu Duy dùng ma thuật khiến bản thân thường tơ tưởng ái ân cùng mỹ nữ khi ngủ. Nhưng thực tâm vẫn một lòng chung thủy với Bội Dung. Phần Bội Dung, cô nhận ra Tiểu Duy không phải là cô gái bình thường nhưng Vương Sinh lại bênh vực hồ li.
Từ khi có Tiểu Duy, địa bàn của Vương Sinh xảy ra hàng loạt vụ giết người thê thảm, người chết thường mất quả tim. Nghi ngờ đó là do Tiểu Duy, Bội Dung đã tìm Bàng Dũng (Chân Tử Đan) – một kiếm khách võ nghệ cao cường, từng là người yêu của cô để nhờ diệt hồ ly tinh. Bàng Dũng cùng nữ pháp sư Hạ Băng (Tôn Lệ) vào cuộc truy lùng tìm diệt hồ ly. Hạ Băng đã dùng mọi cách khiến Tiểu Duy phải hiện nguyên hình nhưng với phép thuật cao cường, Tiểu Duy đã không để Hạ Băng phát hiện ra. Một lần tắc kè tinh đã giết chết một quân lính của Vương Sinh, Bàng Dũng bị nghi oan vì quân lính chết ngay trước mặt Bàng Dũng. Vương Sinh vốn có hiềm khích với Bàng Dũng vì cùng yêu Bội Dung nên nghi oan Bàng Dũng chính là thủ phạm giết người hàng loạt.
Một buổi tối Bội Dung đến tìm Tiểu Duy, đúng lúc hồ ly lột da hiện nguyên hình là một yêu tinh với đầy giòi bọ trên cơ thể, Bội Dung sợ hãi bỏ chạy. Sau đó cô quay lại một lần nữa và lại chứng kiến Tiểu Duy moi tim một vị tướng họ Cao của Vương Sinh ăn ngay trước mặt cô. Bằng tình yêu đối với phu quân và không muốn để xảy ra các vụ giết người cướp tim tiếp theo, Bội Dung đồng ý cho Tiểu Duy biến mình thành một yêu tinh tóc trắng, hai mắt nhỏ dòng máu đỏ khiến mọi người cho rằng cô là yêu tinh, giết cô để Tiểu Duy có thể trở thành Vương phu nhân như ý hồ ly muốn.
Tuy nhiên sau đó Bàng Dũng lại cứu lấy Bội Dung chạy đến nơi treo quan tài những người bị moi tim mà chết, và hứa với cô sẽ tiêu diệt hồ ly để cứu cô. Vương Sinh cũng tìm đến nơi đó, các quân lính của Vương Sinh một mực đòi giết yêu quái – tức Bội Dung hiện tại – để trả thù cho vị tướng họ Cao kia. Bội Dung đã tự sát ngay trước mặt Vương Sinh, Vương Sinh tiếc nuối vô cùng. Tiểu Duy khi đó cũng đã cảm nhận được tình yêu vô cùng sâu đậm mà Vương Sinh dành cho Bội Dung đến nỗi không tránh nhát đao của Bàng Dũng dẫn đến việc bị lộ thân phận là yêu quái của mình. Vương Sinh vỡ lẽ, quỳ gối trước mặt Tiểu Duy và xin cô mang Bội Dung trở lại. Trước khi tự sát, Vương Sinh tiết lộ đã yêu Tiểu Duy khiến cô day dứt rung động. Tiểu Duy định dùng linh khí của mình để cứu sống Vương Sinh, đồng nghĩa với việc cô sẽ phải hy sinh. Tuy nhiên bị tắc kè tinh ngăn cản, và một cuộc chiến khốc liệt xảy ra.
Cuộc chiến giữa người và yêu diễn ra đến đỉnh điểm. Bội Dung, Vương Sinh, Bàng Dũng và tắc kè tinh đều chết, chỉ còn nữ pháp sư và hồ ly tinh sống. Vì quá yêu Vương Sinh, Tiểu Duy đã hy sinh tính mạng của mình để cứu sống Vương Sinh cũng như tất cả mọi người. Tiểu Duy tan biến, tất cả mọi người đều sống lại, cuộc sống của người dân trở lại bình thường. Bàng Dũng cùng Hạ Băng đi tìm diệt yêu quái, còn Vương Sinh và Bội Dung lại tiếp tục cuộc sống hạnh phúc bên nhau.

## Diễn viên
- Chân Tử Đan trong vai Bàng Dũng (龐勇)
- Châu Tấn trong vai Tiểu Duy (小唯)
- Trần Khôn trong vai Vương Sinh (王生)
- Triệu Vy trong vai Bội Dung (佩蓉)
- Tôn Lệ trong vai Hạ Băng (夏冰)
- Thích Ngọc Vũ trong vai Tiểu Dịch (tắc kè tinh) (小易)

## Đón nhận
Doanh thu của Họa bì đã vượt qua 100 triệu nhân dân tệ, tương đương 14 triệu USD trong vòng sáu ngày sau khi phát hành. Nó đã tạo ra một kỷ lục mới trong nền điện ảnh Trung Quốc.
Trang web Văn học điện ảnh đã đánh giá Họa bì là: "Tạo hình nhân vật, bối cảnh, diễn xuất, nhịp điệu màu sắc cảnh vật và lựa chọn tông màu hình ảnh của Họa bì cho thấy sự tích hợp của các yếu tố văn hóa Trung Hoa và phương Tây. Mặt khác, khâu thiết kế mỹ thuật đã biến hình ảnh trở nên lộng lẫy, mang đậm yếu tố thời đại. Hình ảnh khi thì thể hiện sự quyến rũ của một bức tranh cổ điển, khi thì mông lung mộng ảo, khi thì ma mị một cách lạ thường. Sự kết hợp của các đặc điểm văn hóa dân tộc ngầm trong cách kể chuyện và phong cách thời trang là một điểm nổi bật của bộ phim."
Tạp chí Variety xem bộ phim là "Bản chuyển thể thứ ba và cũng là bản chuyển thể tệ nhất của một câu chuyện ngắn nổi tiếng", cũng như "...Kịch bản bị ngắt đoạn, có dấu hiệu bị cắt, không phát triển được mối quan hệ của các nhân vật, và cuộc đối đầu giữa Tiểu Duy và Bội Dung ở cuối phim là quá ngắn."

## Đề cử và giải thưởng
Liên hoan phim Châu Á lần thứ 3
- Đề cử: Nữ diễn viên chính xuất sắc nhất (Triệu Vy)
- Đề cử: Thiết kế sản xuất xuất sắc nhất

Liên hoan phim Trường Xuân lần thứ 10
- Thắng: Nhạc phim hay nhất (Fujiwara Ikuro)

Giải Kim Kê lần thứ 27
- Đề cử: Đạo diễn xuất sắc nhất (Trần Gia Thượng)
- Đề cử: Nữ diễn viên chính xuất sắc nhất (Triệu Vy)
- Đề cử: Nữ diễn viên phụ xuất sắc nhất (Tôn Lệ)

Giải thưởng Điện ảnh Hồng Kông lần thứ 28
- Thắng: Phim điện ảnh hay nhất (Arthur Wong)
- Thắng: Ca khúc trong phim hay nhất (Fujiwara Ikuro, Keith Chan, Trương Lương Dĩnh)
- Đề cử: Phim hay nhất
- Đề cử: Kịch bản xuất sắc nhất (Trần Gia Thượng, Lau Ho-Leung & Kwong Man-Wai)
- Đề cử: Nữ diễn viên chính xuất sắc nhất (Châu Tấn)
- Đề cử: Nữ diễn viên phụ xuất sắc nhất (Tôn Lệ)
- Đề cử: Chỉ đạo nghệ thuật xuất sắc nhất (Bill Lui & Liu Jingping)
- Đề cử: Thiết kế phục trang đẹp nhất (Ng Po-Ling)
- Đề cử: Biên đạo hành động xuất sắc nhất (Stephen Tung)
- Đề cử: Nhạc phim hay nhất (Fujiwara Ikuro)
- Đề cử: Biên tập âm xuất sắc nhất (Kinson Tsang & Lai Chi-Hung)
- Đề cử: Hiệu ứng hình ảnh xuất sắc nhất (Ng Yuen-Fai, Chas Chau & Tam Kai-Kwan)

Giải Bách Hoa lần thứ 30
- Thắng: Nam diễn viên chính xuất sắc nhất (Trần Khôn)
- Đề cử: Nữ diễn viên chính xuất sắc nhất (Châu Tấn)
- Đề cử: Nữ diễn viên phụ xuất sắc nhất (Tôn Lệ)

Giải Én Xuân lần thứ 16
- Thắng: Nữ diễn viên phim điện ảnh xuất sắc nhất (Triệu Vy)

Giải thưởng điện ảnh DAN Việt Nam lần thứ 2
- Thắng: Nữ diễn viên người Trung Quốc được yêu thích nhất (Triệu Vy)

## Sản xuất
Khi bộ phim được công bố chính thức, Wilson Yip được cho là sẽ chỉ đạo bộ phim, trong đó nữ diễn viên Phạm Băng Băng đóng vai nữ chính. Tuy nhiên, vài tháng sau, vị trí đạo diễn đã được thay thế bởi Trần Gia Thượng, đồng thời Châu Tấn cũng thay thế cho Băng Băng.

## Phim truyền hình chuyển thể
Vào tháng 3 năm 2011, một bộ phim truyền hình Trung Quốc cũng có tựa đề Họa bì, dựa trên tác phẩm điện ảnh cùng tên và được phát sóng trên kênh TVS4 ở Trung Quốc đại lục. Trần Gia Thượng và các nhà sản xuất của bộ phim Họa bì cũng tham gia vào quá trình sản xuất sê-ri truyền hình này, trong đó phần kịch bản được thay đổi và có dàn diễn viên mới.

## Phần tiếp theo
Năm 2011, đạo diễn Trần Gia Thượng tuyên bố rằng phần phim tiếp theo sẽ được sản xuất, và Trần Khôn, Châu Tấn và Triệu Vy sẽ góp mặt trở lại, ngoại trừ Chân Tử Đan. Các diễn viên khác như Dương Mịch, Phùng Thiệu Phong và Tiên Cẩm Hi lần lượt gia nhập vào dàn diễn viên của phim. Tiên Cẩm Hi được chọn đóng vai cha của nhân vật Trần Khôn, trong khi Dương Mịch và Thiệu Phong sẽ vào vai một cặp tình nhân. Trần Gia Thượng đã chọn Dương Mịch và Thiệu Phong vì sự nổi tiếng của họ trong loạt phim truyền hình năm 2011 Cung tỏa tâm ngọc.
Phần tiếp theo, Họa bì 2, được phát hành vào năm 2012. Bộ phim đã thu về 115,7 triệu USD và nhanh chóng trở thành bộ phim nội địa có doanh thu cao nhất tại Trung Quốc.